# پریسیلا تیلور
پریسیلا آن تیلور (زاده ۳۱ دسامبر ۱۹۴۹) یک تاجر و سیاستمدار دموکرات وست پالم بیچ، فلوریدا است که قبلاً به عنوان کمیسر شهرستان پالم بیچ برای ناحیه ۷ خدمت می‌کرد.
تیلور در ۳۱ دسامبر ۱۹۴۹ به دنیا آمد. او مدرک لیسانس خود را در دانشگاه بری در سال ۱۹۹۷ و کارشناسی ارشد مدیریت کسب‌وکار خود را در دانشگاه آتلانتیک پالم بیچ در سال ۱۹۹۹ به دست آورد.